# Partnersko kmetovanje
Pártnersko kmetovánje je ena izmed možnosti, kako skrajšati verigo od kmeta do kupca.

Potrošnik se zaveže, da bo pridelke jemal redno in s tem zagotovi večjo varnost kmetu, ki zato lahko ponudi nižjo ceno.

Večina kmetov, s katerimi lahko vstopite v partnerstvo v Sloveniji, ima ekološki certifikat. Stranka dobi kvalitetno zelenjavo direktno z njive, ki jo lahko pride tudi pogledat ali celo pomagat pri pridelavi. Prejeta zelenjava je tako kar najbolj sveža, poreklo pa nesporno.

V svetu je poznano kot CSA (Community-supported agriculture).